# Leptepsilonema macrum
Leptepsilonema macrum is een rondwormensoort. De wetenschappelijke naam van de soort is voor het eerst geldig gepubliceerd in 1983 door Clasing.